# Rote Kolonie

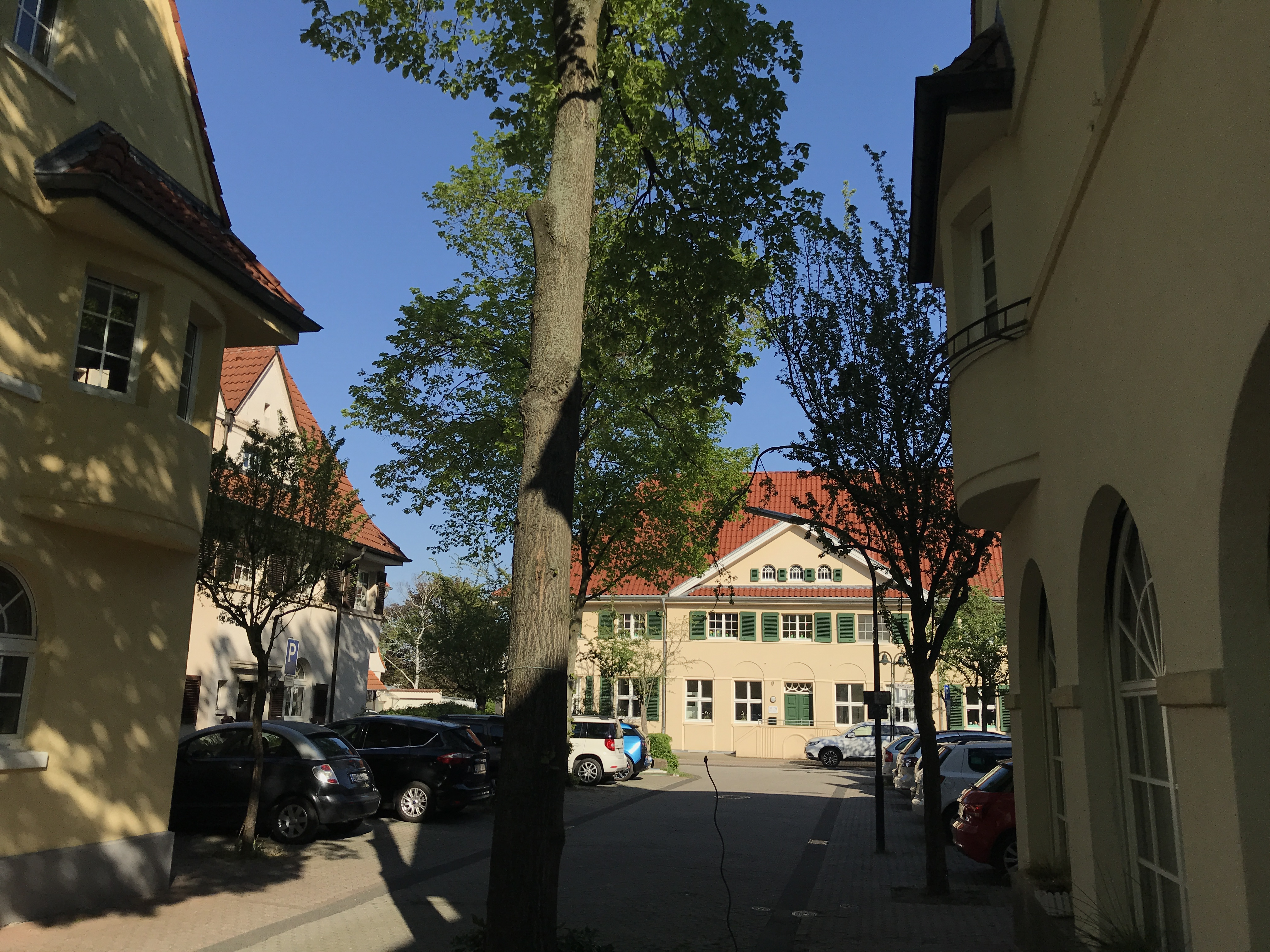
Rote Kolonie, Bismarckplatz (2019)

Die Rote Kolonie ist eine ehemalige Arbeitersiedlung in Troisdorf-West. Sie ist eine von vier Siedlungen, die nach der Übernahme der seit 1825 bestehenden Friedrich-Wilhelm-Hütte durch das Unternehmen Façoneisen-Walzwerk L. Mannstaedt & Cie. AG für die von dessen altem Produktionsstandort in Köln-Kalk zugewanderten Arbeiter und Angestellten erbaut wurden. Weitere neu gebaute Siedlungen des Unternehmens waren die Schwarze Kolonie und die Arbeitersiedlung Oberlar für die Arbeiter des Werks sowie das Kasinoviertel für höhere Angestellte und Beamte.
Die Rote Kolonie entstand in den Jahren 1912 bis 1913 nach Plänen des Dortmunder Architekturbüros D. & K. Schulze für die Meister und Vorarbeiter des Werks. Der Name der Siedlung bezieht sich auf die Farbe der Dachziegel; die in der Anfangszeit verwendete Bezeichnung „Neu Kalk“ setzte sich nicht durch.
Die Originalstruktur der Siedlung ist bis auf zwei Gebäude, die nach der Zerstörung im Zweiten Weltkrieg neu erbaut wurden, erhalten. Die Siedlung ist eine von drei Denkmalbereichen im Umfeld der Friedrich-Wilhelm-Hütte.